# بيتر ستراند
بيتر ستراند (بالنرويجية البوكمول: Petter Strand)‏ هو لاعب كرة قدم نرويجي في مركز الوسط، ولد في 24 أغسطس 1994 في النرويج. شارك مع منتخب النرويج تحت 21 سنة لكرة القدم. أما مع النوادي، فقد لعب مع نادي سوغندال لكرة القدم ونادي مولده.

## وصلات خارجية
- بيتر ستراند على موقع اتحاد النرويج (النرويجية)
- بيتر ستراند على موقع قاعدة بيانات كرة القدم.إي يو (الإنجليزية)
- بيتر ستراند على موقع Soccerway.com (الإنجليزية)
- بيتر ستراند على موقع AS.com (الإسبانية)